# Cuscuta epithymum
Predefinição:Título em negrito
Cuscuta epithymum é uma espécie de planta com flor pertencente à família Convolvulaceae. 
A autoridade científica da espécie é (L.) L., tendomul
do publicada em Systema Vegetabilium. Editio decima quarta 140. 1774.
Os seus nomes comuns são cabelos, cabelos-de-nossa-senhora, cuscuta, enleios, linheiro ou linho-de-cuco.

## Portugal
Trata-se de uma espécie presente no território português, nomeadamente em Portugal Continental e no Arquipélago da Madeira.
Em termos de naturalidade é nativa das duas regiões atrás indicadas.

## Protecção
Não se encontra protegida por legislação portuguesa ou da Comunidade Europeia.